# Pietro Basejo
Pietro Basejo, italianizzato Pietro Baseggio (... – 1354), è stato un architetto e scultore italiano.

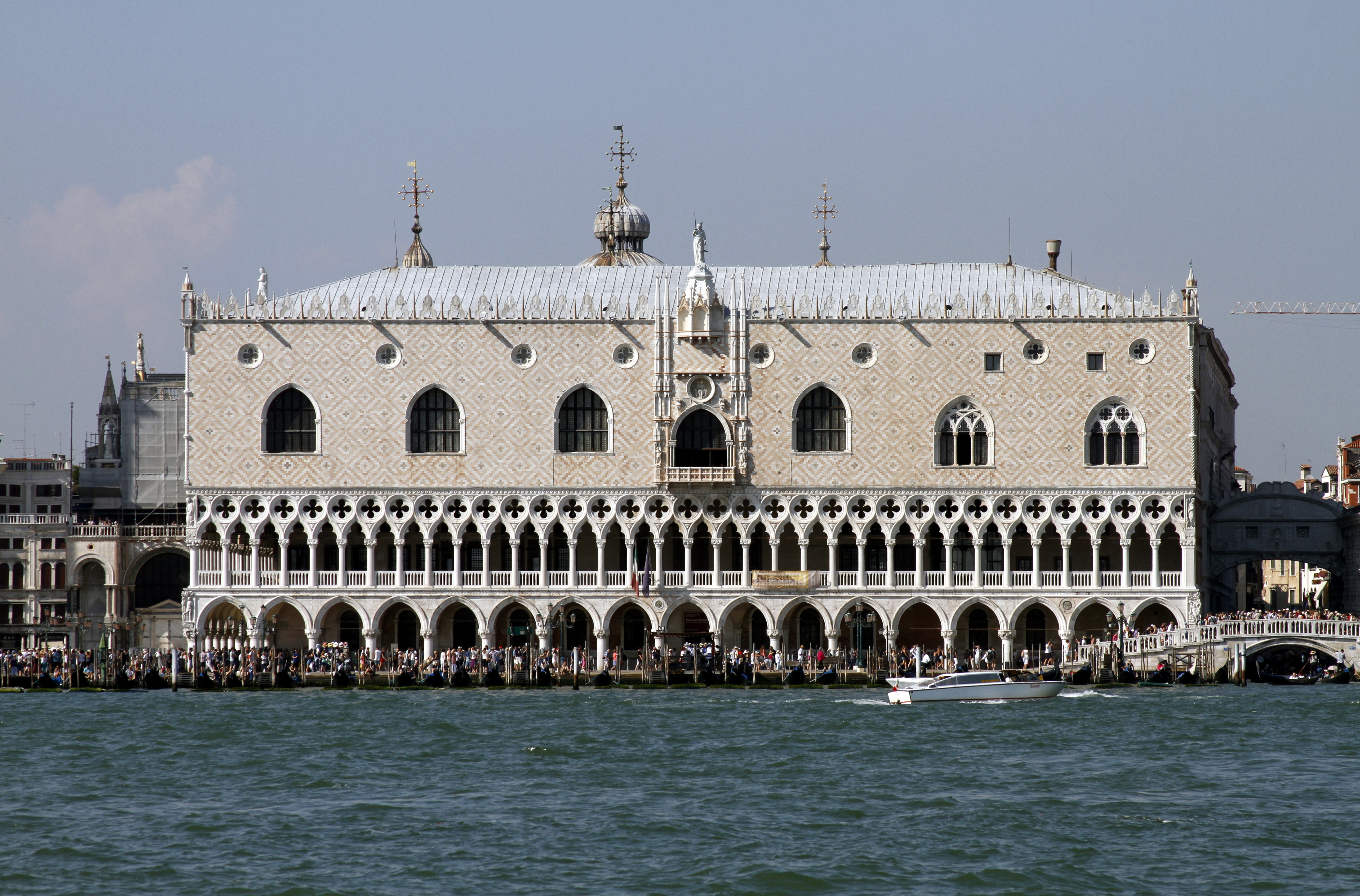
Palazzo Ducale

Poiché citato come già morto da tempo in un documento il 16 settembre 1361 col titolo di magister prothus Palacii nostri novi, egli è identificabile come uno degli autori (architetti e scultori) che curarono l'ampliamento e la decorazione di quella parte di Palazzo Ducale prospiciente il molo. Questi lavori, svoltisi tra il 1340 e il 1365 e interrotti temporaneamente durante la Peste del 1348, videro una profonda trasformazione dell'edificio: l'aspetto del complesso mutò da bizantino a gotico, mentre la facciata fu innalzata di un piano causa l'ampliamento del Maggior Consiglio e assunse una maggior unità stilistica. Fu probabilmente cognato di Filippo Calendario, anche questi collaboratore del cantiere in qualità di lapicida ma poi impiccato nel 1355 in quanto coinvolto nella congiura ordita da Marin Falier.